# Aqueloo

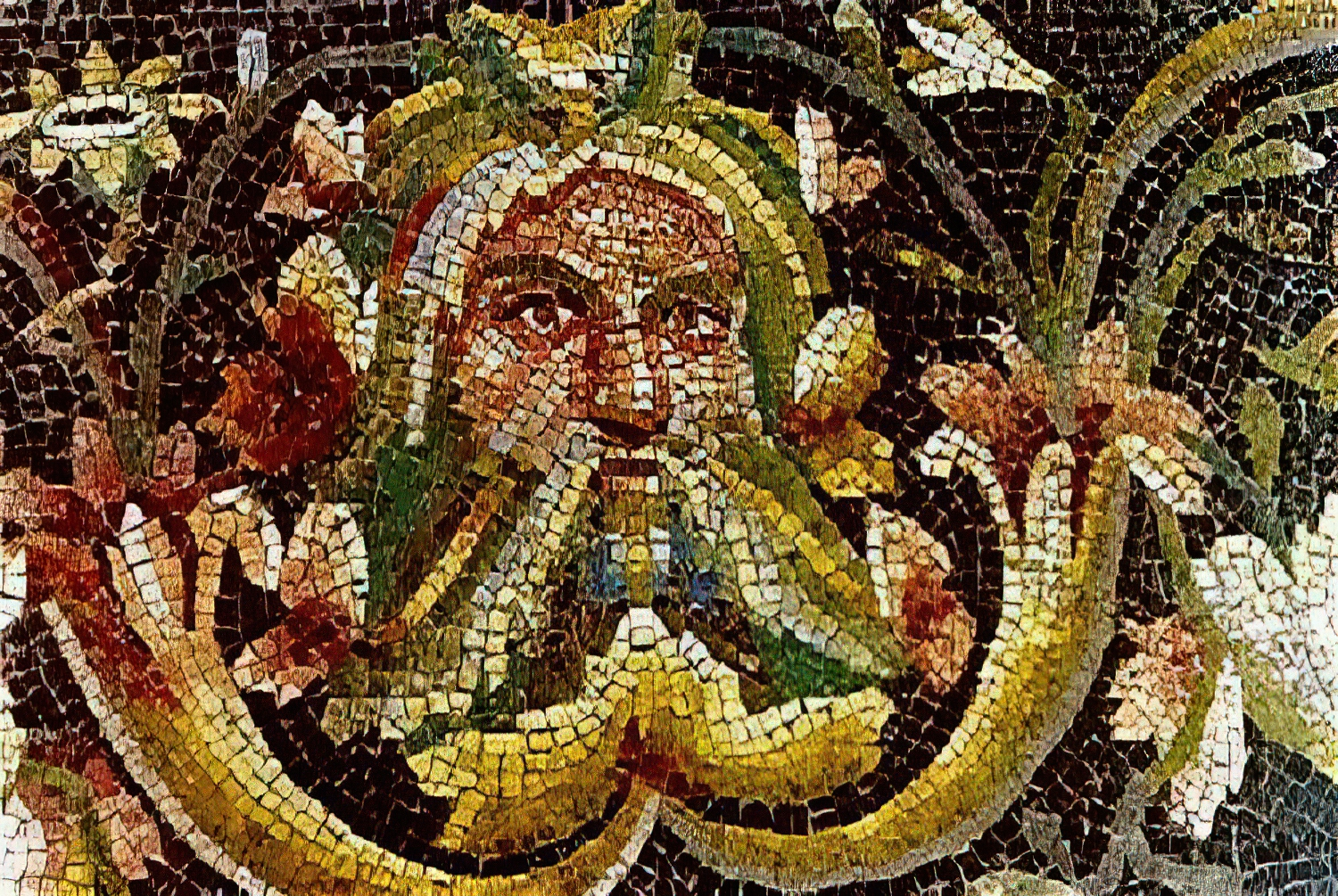
Aqueloo representado en un mosaico romano de Zeugma.

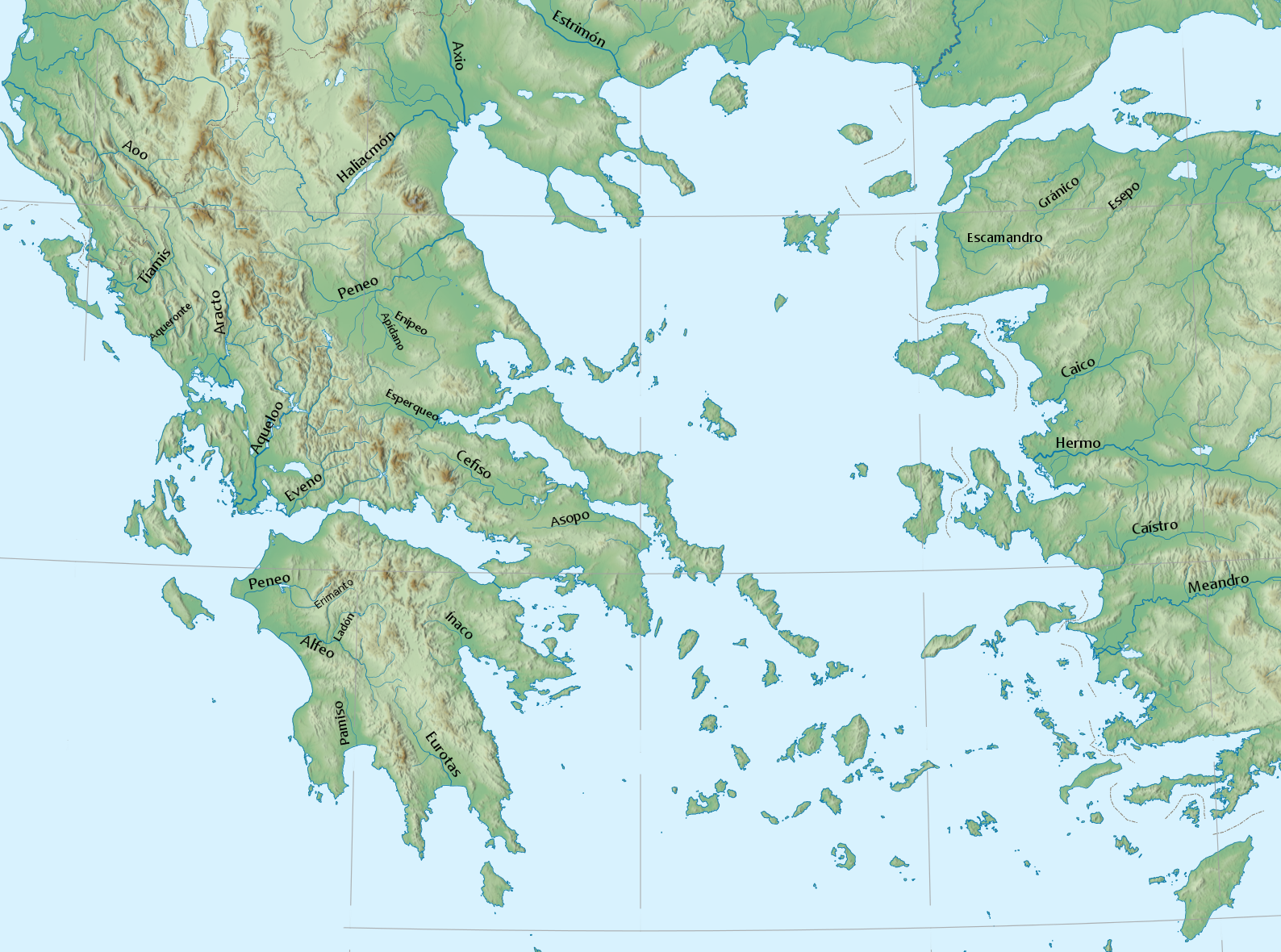
Mapa de los ríos de la Antigua Grecia. Aqueloo personificaba al río de su mismo nombre, que discurre por Etolia y desemboca en el mar Jónico.

En la mitología griega, Aqueloo (del griego antiguo Ἀχελώїoς, y más tardíamente Ἀχελῷος, ‘el que ahuyenta el pesar’) era el dios del río del mismo nombre, entre Etolia y Acarnania, y el más antiguo y poderoso de los espíritus de agua en Grecia. Conocido por atacar a Heracles transformado en toro, era un oceánida, el primogénito de Océano y Tetis, o según otras versiones, de Océano y Gea o de esta y Helios. En un mito arcaico de Hesíodo, Poseidón o Gea le hicieron dios del río y gobernante de todos los peces y tritones que lo habitan. Su nombre es prehelénico, y su significado real se desconoce. Los griegos inventaron etimologías para asociarlo con las raíces de una palabra griega. Sin embargo, esos supuestos orígenes de la palabra son etimológicamente incorrectos, y serían muy posteriores al nombre. En algunas monedas de Acarnania se representaba a Aqueloo como un toro con cabeza de hombre. También aparece como un anciano con dos cuernos, pelo gris y barba hirsuta de la que constantemente mana agua.

## Origen
Algunas fuentes griegas dicen que Aqueloo era hijo de Gea y Océano o bien nació solamente de Gea. Sin embargo, los antiguos griegos creían, como Hesíodo, que Tetis y Océano habían sido los padres de los tres mil dioses de los ríos. También se lo imagina como hijo de Océano y de Nais (o Naide, o una náyade). En el Renacimiento, el mitógrafo improvisado Natalis Comes hizo de sus padres a Gea y a Helios. En la época romana, se lo llamó 

Aqueloo, Príncipe de los ríos, el Grande.
Pausanias: Descripción de Grecia, VIII, 38, 10.

Otras leyendas acerca de Aqueloo llegan de Egipto, y lo describen como un segundo Nilo. Aqueloo era muy respetado en la antigua Grecia. Su nombre se invocaba en oraciones, sacrificios y a la hora de hacer juramentos. El oráculo de Zeus en Dodona añadía a cada respuesta que daba la orden de ofrecer sacrificios a Aqueloo. Según cuenta Virgilio, este culto tan extendído se debía a que Aqueloo terminó representando a todos los ríos y aguas dulces, fuentes de la agricultura y, por tanto, de la vida de los hombres.

## El enfrentamiento con Heracles
Aqueloo era pretendiente de Deyanira, hija de Eneo, rey de Calidón, pero fue derrotado por Heracles, que después se casaría con ella. Sófocles retrata el terror de una mujer mortal por haber sido cortejada por un dios del río:

Mi pretendiente fue el río Aqueloo,

que tomó tres formas para preguntar a mi padre:

un toro rempante, luego de una serpiente retorciéndose

de colores brillantes, y de nuevo a un hombre

con rostro de bueyes, y de las sombras oscuras de su barba

corriente y chorros de agua cayeron hacia abajo.

Tal era mi pretendiente.
Sófocles: Las traquinias.

El conflicto de Aqueloo con Heracles fue representado en el trono de Amidas, y en la tesorería de Megara en Olimpia. En varias de las monedas de Acarnania, el dios es representado como un toro con la cabeza de un anciano.
El toro sagrado, la serpiente y el Minotauro son criaturas asociadas a la diosa de la Tierra: Gea. Aqueloo era representado a menudo como un hombre viejo de pelo gris o un hombre vigoroso en su mejor momento con barba, una cabeza con cuernos y un cuerpo de serpiente.
En la lucha de los dos pretendientes, Aqueloo se transformó en serpiente y después en toro, momento que aprovechó Heracles para derribarle y arrancarle uno de sus cuernos, que sólo recuperó a cambio del cuerno de Amaltea, llamado cuerno de la abundancia. Según Ovidio fue el mismo cuerno de Aqueloo el que las náyades recogieron y convirtieron en la cornucopia. Heracles obligó al vencido pretendiente a refugiarse en el río Toas, que desde entonces se llamó Aqueloo. Estrabón interpreta este mito atendiéndose a la naturaleza del mismo río, cuyas frecuentes inundaciones asolaban los campos de Calidón, confundiendo las fronteras y provocando por esto varias guerras entre los pueblos limítrofes. La forma de serpiente de Aqueloo alude a la sinuosidad de su curso, y la de toro, a la fuerza de sus inundaciones y al bramido de sus aguas. Heracles uniformó su cauce poniéndole diques y reuniendo en un solo lecho los dos brazos de su curso (de aquí que le dejara con un cuerno solo). El cauce arreglado del Aqueloo fue la causa de la riqueza del país que regaba con sus aguas, de donde vendría lo del cuerno de la abundancia.

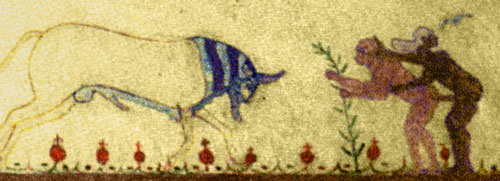
Fresco etrusco que representa a Aqueloo bajo la forma de un toro embistiendo a Heracles, h. 550 a. C.

Este río fue formado por las copiosas lágrimas que derramó Níobe cuando Apolo y Artemisa mataron con sus flechas a todos sus hijos menos a Melibea, en castigo por haberse burlado de su madre Leto por haber tenido esta sólo dos hijos.
Otra versión alternativa sobre la formación del río afirma que cuando Aqueloo perdió a sus hijas las sirenas, estaba tan afligido que, invocando a Gea, esta le acogió en su seno. En el punto mismo donde la Tierra le recibió, surgió el caudaloso manantial que formó el río.
Alojó a Teseo cuando éste volvía de la caza del jabalí de Calidón, narrándole la forma en que había creado las islas de la desembocadura del río. Cuando Alcmeón mató a su madre, esta le maldijo con ser perseguido por las Erinias en todas las tierras conocidas. Por esto el matricida se refugió en unas islas que había creado Aqueloo después de su crimen y que, por lo tanto, no estaban mencionadas en la maldición. Se alojó allí y se casó con Calírroe, la hija del dios-río cuya vanidad sería fatal para su esposo.
Por otra parte, el río Aspropótamos, que llevó su nombre (río Aqueloo), procedía del monte Pindo y desembocaba junto a Eníadas en una zona pantanosa formada por materiales aluviales.

## Descendencia
Ovidio cuenta que cuando el rey Hipodamante arrojó a su hija Perimele desde un acantilado, Aqueloo la salvó y la convirtió en su esposa. Según el Catálogo de mujeres, se unió a una de las hijas de Eolo, Perimede, con la que tuvo a Hipodamante y a un tal Orestes; no obstante, no queda claro si Perimele y Perimede son la misma persona. También hay quienes dicen que fue el padre divino de Eurimedusa, la madre de Mirmidón.
Se dice que Aqueloo fue el padre de las Sirenas. Según Licofrón, Aqueloo tomó como consorte a una mujer «de melodiosa voz», refiriéndose a las Musas. Otros autores ya especifican la musa, pero no se ponen de acuerdo en si es Melpómene, Terpsícore  o Calíope.  Hesíodo cuenta que la madre de las Sirenas fue una de las Partaónides, Estérope, que Apolodoro identifica como la nieta del propio Aqueloo.  Una versión tardía las hacía proceder de su sangre que derramó Aqueloo cuando fue herido por Heracles.
Como dios fluvial, Aqueloo también fue padre de algunas ninfas náyades. Pirene, por ejemplo, era una náyade de un manantial en Corinto pero Castalia se ubicaba en Delfos. Dirce moraba en Tebas, y rápidamente fue asociada con la tía de Antíope. Platón llama a unas ninfas Aqueloides, sin especificar. También se dice que fue el padre de Calírroe, sin que se especifique su consorte, que llegó a ser la segunda esposa de Alcmeón.